# Жульев, Александр Фёдорович
Александр Фёдорович Жульев (10 февраля 1919 года, село Михайловка — 7 февраля 2000 год) — машинист экскаватора строительного управления «Спецстрой» № 3 треста «Оренбургспецстрой» Министерства строительства предприятий тяжёлой индустрии СССР, Оренбургская область. Герой Социалистического Труда (1971).

## Биография
Родился в 1919 году в крестьянской семье в селе Михайловка (сегодня — Хайбуллинский район Башкирии). Окончил начальную школу в родном селе, потом обучался на курсах механизации. Трудился трактористом в местном колхозе.
В мае 1939 года призван на срочную службу в Красную Армию. Участвовал в Великой Отечественной войне. Воевал радиотелеграфистом взвода Управления 1-го дивизиона артиллерийской бригады при обороне Смоленска, Москвы, на Курской битве. Освобождал Украину, Белоруссию, Польшу. Войну окончил в Берлине.
После демобилизации в 1946 году трудился тестомесом на хлебозаводе в Новотроицке, потом — машинистом экскаватора Строительного управления «Спецстрой» № 3 треста «Оренбургспецстрой». Работал при строительстве различных объектов в Магнитогорске, Орске и Новотроицке. Строил мартеновские печи и коксовые батареи прокатного стана 950/800 Орско-Халиловского металлургического комбината.
Внёс несколько рационализаторских предложений, в результате чего значительно возросла производительность труда. Ежедневно перевыполнял производственный план на 150—180 %. Досрочно выполнил личные социалистические обязательства и плановые производственные задания Восьмой пятилетки (1966—1970) за четыре года. Указом Президиума Верховного Совета СССР (неопубликованным) от 5 апреля 1971 года «за выдающиеся успехи в выполнении заданий пятилетнего плана по строительству и вводу в действие производственных мощностей, жилых домов и объектов культурно-бытового назначения» удостоена звания Героя Социалистического Труда с вручением ордена Ленина и золотой медали Серп и Молот.
После выхода на пенсию проживал в Оренбургской области.
Скончался в 2000 году.

## Награды
- Герой Социалистического Труда (05.04.1971)
- Орден Ленина — дважды (11.08.1966; 05.04.1971)
- Орден Отечественной войны 2 степени (11.03.1985)
- Орден Красной Звезды (19.05.1945)
- Медаль «За отвагу» (12.09.1943)
- Медаль «За трудовое отличие» (20.03.1959)
- Медаль «За взятие Берлина»
- Медаль «За освобождение Варшавы»